# Michał Sieczkowski
Michał Sieczkowski (* 26. dubna 1978, Lodž, Polsko) je polský divadelní a filmový herec a režisér.

## Životopis
Vystudoval Divadelní akademii ve Varšavě (abs. 2001). Mezi léty 2003–2012 vystupoval ve varšavských divadlech (Teatr Rozmaitości, Teatr Dramatyczny, Teatr Polonia a Teatr Polski). Od roku 2012 žije trvale v Praze a hostuje v Národním divadle.
Ve filmu debutoval poprvé v roce 2000 v Cieslarově filmu Lebensborn – Pramen života.

## Osobní život
V roce 2009 veřejně uvedl, že je gay. Jeho současným partnerem je český divadelní režisér Lukáš Trpišovský.